# Diphasiastrum platyrhizoma
Diphasiastrum platyrhizoma là một loài thực vật có mạch trong Họ Thạch tùng. Loài này được (J.H. Wilce) Holub mô tả khoa học đầu tiên năm 1975.